# Таррагона (провінція)
Див. також: м. Таррагона.

Провінція Таррагона є однією з 4 провінцій Автономної області Каталонія та однією з 8 провінцій каталанських країн. Столицею провінції є місто Таррагона.

## Райони
До Провінції Таррагона входять такі райони (кумарки) :
- Ал-Камп
- Баш-Камп
- Баш-Ебра
- Баш-Панадес
- Конка-да-Барбара
- Рібера-д'Ебра
- Монсіа
- Пріурат
- Таррагунес
- Терра-Алта

## Історія
У 1810 р. генеральним губернатором Каталонії маршалом Оґеро (фр. Auguereau) у Каталонії було створено 4 префектури, які стали прообразом сьогоднішніх провінцій. У 1812 р. Наполеон І включив Каталонію у Французьку імперію - префектуру, у якій знаходилася Таррагона, було перетворено на департамент Устя Ебри з центром у м. Льєйда.
Провінція Таррагона, як і інші провінції Каталонії, була утворена у 1822 р.
У Каталонії поділ на провінції існує до сьогодні, окрім періодів від 1913 до 1925 р.р. та 1936 до 1939 р.р.

## Демографія
| 1497 f | 1515 f | 1553 f | 1717   | 1787    | 1857    | 1877    | 1887    | 1900    | 1910    |
| ------ | ------ | ------ | ------ | ------- | ------- | ------- | ------- | ------- | ------- |
| 9.669  | 11.355 | 13.368 | 66.011 | 137.385 | 320.593 | 330.105 | 348.579 | 337.964 | 338.485 |

| 1920    | 1930    | 1940    | 1950    | 1960    | 1970    | 1981    | 1990    | 1992    | 1994    |
| ------- | ------- | ------- | ------- | ------- | ------- | ------- | ------- | ------- | ------- |
| 355.148 | 350.668 | 339.299 | 356.811 | 362.679 | 431.961 | 516.078 | 548.890 | 549.417 | 569.057 |

| 1996    | 1998    | 2000    | 2002    | 2004    | 2006    | 2008 | 2010 | 2012 | 2014 |
| ------- | ------- | ------- | ------- | ------- | ------- | ---- | ---- | ---- | ---- |
| 574.676 | 580.245 | 598.533 | 631.156 | 674.144 | 830.466 | -    | -    | -    | -    |

Найбільшими муніципалітетами Провінції Таррагона у 2007 р. були:
- Таррагона (134.163 особи)
- Реус (104.835 осіб)
- Туртоза (34.832 особи)
- Ал-Бандрель (33.340 осіб)
- Камбрілс (29.112 осіб)